# Задорожна Тамара Данилівна
Задорожна Тамара Данилівна (народилася 6 вересня 1938 року, Київ) — український патологоанатом, член-кореспондент НАМН України за спеціальністю патологічна анатомія, доктор медичних наук, професор, заслужений діяч науки і техніки України.

## Біографія
Народилася в Києві. Медичну освіту здобула в Київському медичному інституті імені О.О. Богомольця (1964); від 1964 р. працює в Інституті педіатрії, акушерства і гінекології НАМН України - послідовно молодшим, старшим науковим співробітником, а з 1984 р. — керівником лабораторії патоморфолоґії. У 1976—1978 роках — завідувач патологоанатомічного відділення госпіталю Менелика Другого в місті Аддіс-Абеба (Ефіопія). У 1968 р. захистила кандидатську дисертацію «Морфологічні та гістохімічні зміни в плаценті при вагітності, яка ускладнена артеріальною гіпертензією (гіпертонічна хвороба, пізні токсикози)», а у 1981 р. — докторську дисертацію «Патоморфологічні зміни міометрію вагітних при вадах серця». Професор (1988). Головний патологоанатом педіатричного профілю МОЗ України (1981-2011рр.). Дійсний член Інтернаціональної академії патологів, віце-президент Асоціації патологів України з питань перинатальної і патологічної анатомії педіатричного профілю, член Європейської асоціації патологів, Міжнародної асоціації плацентологів, член редакційної колегії та редакційної ради фахових журналів, а саме: «Патологія», «Здоров’я жінки». 
31 травня 2017 р. Обрана членом-кореспондентом Національної АМН України за спеціальністю патологічна анатомія

## Напрямки наукових досліджень
Один з провідних патологоанатомів України. Займається розробкою, вдосконаленням і впровадженням перспективних і найсучасніших наукових напрямів перинатальної патології, патологічної анатомії дитячого віку. Створила та впровадила в практику сучасні методи діагностики в системі мати-плацента-плід-новонароджений при акушерській екстрагенітальній патології в матері, які сприяли профілактичним засобам для зменшення захворюваності дітей та стабілізації показників перинатальної смертності в Україні. Дослідила морфологічні, ультраструктурні та імуногістохімічні особливості плаценти в жінок груп ризику з пухлиноутворення і встановила предиктори плацентарно-ендометріальних порушень при онкопатології в жінок. Розробила діагностичні критерії при хронічних вірусних гепатитах, патології шлунково-кишкового тракту в дітей на основі морфологічного дослідження біоптатів печінки, шлунку, дванадцятипалої, тонкої і товстої кишок. Впровадила нові неінвазивні методи цитологічних та імуноцитохімічних досліджень бронхоальвеолярного лаважу в дітей у разі хронічної неспецифічної патології легенів, що дало можливість застосувати більш ефективні методи лікування. Важливий напрям роботи: дослідження органів-мішеней репродуктивної системи. 
Вперше в Україні створено та впроваджено «Сертифікат плаценти»; який дозволяє спостерігати за здоров’ям дітей при їх розвитку; разом із вченими Японії обґрунтовано порушення гістогенезу щитоподібної залози у загиблих у пренатальному періоді плодів, матері яких мешкають в регіонах, уражених внаслідок аварії на ЧАЕС.
Підготувала 3 докторів і 17 кандидатів наук.

## Публікації
Автор/співавтор понад 400 публікації (в іноземних виданнях — 51), у тому числі 10 монографій (2 з зарубіжною участю), 1 енциклопедії, 18 патентів, 2 методичних рекомендацій. 
Найбільш значимі праці 
- Concentrations of arsenic, cadmium, copper, lead, mercury, and zinc in human placentas from two cities in Ukraine / Zadorozhnaja TD, Little RE, Miller RK, Mendel NA, Taylor RJ, Presley BJ, Gladen BC. // J Toxicol Environ Health A. 2000 Oct 27;61(4):255-63.
- Mini-and microsatellite mutations in children from Chernobyl accident cleanup workers / Slebos RJ, Little RE, Umbach DM, Antipkin Y, Zadaorozhnaja TD, Mendel NA, Sommer CA, Conway K, Parrish E, Gulino S, Taylor JA. // Mutat Res. 2004 Apr 11;559(1-2):143-51. DOI: 10.1016/j.mrgentox.2004.01.003
- Polycyclic aromatic hydrocarbons in placenta / Gladen BC1, Zadorozhnaja TD, Chislovska N, Hryhorczuk DO, Kennicutt MC 2nd, Little RE. // Hum Exp Toxicol. 2000 Nov;19(11):597-603.  DOI: 10.1191/096032700671433928
- Placental weight and its ratio to birthweight in a Ukrainian city. / Little RE1, Zadorozhnaja TD, Hulchiy OP, Mendel NA, Shkyryak-Nyzhnyk ZA, Chyslovska N, Gladen BC. // Early Hum Dev. 2003 Apr;71(2):117-27.
- Патология плаценты (Современные аспекты) / Под ред. Ю.Г.Антипкина, Т.Д.Задорожной, О.И.Парницкой. – Киев, 2016.

## Нагороди
Заслужений діяч науки і техніки України (1998 р.).
Лауреат премії імені Ічікаво Фусає (Японія, 1996 р.).